# Porichthys ephippiatus
Porichthys ephippiatus är en fiskart som beskrevs av Walker och Rosenblatt, 1988. Porichthys ephippiatus ingår i släktet Porichthys och familjen paddfiskar. IUCN kategoriserar arten globalt som livskraftig. Inga underarter finns listade i Catalogue of Life.